# Kusopliszka
Kusopliszka, krótkosterka płowa (Motacilla bocagii) – gatunek małego ptaka z rodziny pliszkowatych (Motacillidae). Ptak osiadły, występujący na Wyspie Świętego Tomasza. Gatunek narażony na wyginięcie.

## Występowanie
Kusopliszka występuje endemicznie na Wyspie Świętego Tomasza, od Formoso Grande i brzegów rzek Io Grande i Ana Chaves do dolin rzek São Miguel, Xufexufe i Quija.

## Systematyka

### Taksonomia
Gatunek i rodzaj po raz pierwszy opisany przez R.B. Sharpe’a w 1892 roku na łamach czasopisma „Proceedings of the Zoological Society of London”. Autor nadał nowemu gatunkowi nazwę Amaurocichla bocagii. Jako miejsce typowe wskazał São Miguel na Wyspie Świętego Tomasza. Do niedawna takson ten umieszczany był w rodzinie pokrzewkowatych (Sylviidae) lub tymaliowatych (Timaliidae). Najnowsze badania genetyczne pokazują, że w rzeczywistości należy do rodziny pliszkowatych, a nawet powinien być umieszczony w rodzaju Motacilla. Takson monotypowy, nie wyróżniono podgatunków.

### Etymologia
Nazwa rodzajowa: późnośredniowieczne (1555) łac. motacilla – pliszka siwa, od motacilla – pliszka, od gr. μυττηξ muttēx – rodzaj ptaka wymieniony przez Hezychiusza. Epitet gatunkowy jest eponimem honorującym prof. J.V.B. du Bocage’a (1823–1907), portugalskiego ornitologa.

## Morfologia
Długość ciała 11 cm. Mały ptak leśny o krótkim ogonie, długim, prostym dziobie i dość długich nogach. Góra głowy i górne części ciała, w tym górne części skrzydeł i ogon, są jednolicie ciemnobrązowe. Bok głowy ciemnobrązowy z delikatnym bladym supercilium. Broda i środek gardła białawe, boki gardła, szyja, piersi i boki ciała bladobrązowe, brzuch i dolna część ogona płowoszare. Tęczówki ciemne, dziób ciemnobrązowy z bladym wierzchołkiem na dolnej żuchwie. Nogi koloru od ciemnoróżowawego do bladocielistego. Płcie podobne. Osobniki młodociane nieopisane.

### Głos
Cienkie, daleko niosące gwizdy „tsiiip”, podczas spotkań „tsuuit”.

## Ekologia
Ptak osiadły, zamieszkuje poszycie i dno wilgotnego lasu pierwotnego, zazwyczaj wśród omszałych skał i kłód przy brzegach rzek i strumieni. Obserwowany na wysokościach dochodzących do 1540 m n.p.m.
Kusopliszka żywi się małymi stawonogami. Pokarm zdobywa głównie na ziemi, chodząc podobnie jak świergotki (Anthus), szukając go i sondując przy brzegach strumieni, wśród skał, w żwirze i wśród opadłych liści. Żywi się także wśród niskich gałęzi, a czasami zalatuje na środkowe piętra roślinności.
Nic nie wiadomo na temat rozrodu i wychowania młodych.

## Status i ochrona
W Czerwonej księdze gatunków zagrożonych Międzynarodowej Unii Ochrony Przyrody został zaliczony do kategorii VU (narażony na wyginięcie). Ptak o ograniczonym zasięgu, populację szacuje się na około 250–999 dojrzałych osobników. Ogólna populacja jest uważana za stabilną, choć zauważono, że ptak ten zniknął z obszarów siedlisk w pobliżu Bombaim, co może wskazywać na lokalny spadek. Głównym zagrożeniem dla tego gatunku jest prywatyzacja gruntów, która prowadzi do wzrostu liczby małych gospodarstw rolnych oraz wycinki drzew.